# Ribeirinha (Ribeirinha Horta)

A Ribeirinha é um curso de água português localizado na freguesia de Ribeirinha, ilha do Faial, arquipélago dos Açores.
Este curso de água tem origem a uma cota de cerca de 500 metros de altitude nos contrafortes montanhosos localizados entre o Alto da Pedreira, o Pico do Galego e o Tambroso, procedendo assim a sua bacia hidrográfica à drenagem de parte dos contrafortes destas três elevações.
Esta Ribeira segue para o Oceano indo desaguar no Oceano Atlântico depois de passar na localidade da Ribeirinha, entre a Ponta da Ribeirinha e o Porto da Redonda. 